# Linitis plástica
La linitis plástica (LP) o carcinoma esclerosante difuso es un adenocarcinoma gástrico infiltrante, difuso y maligno.
Fue descrita por primera vez en 1940. Reconocida o caracterizada como una enfermedad maligna típica o asociada a tumores gástricos, esta enfermedad puede afectar cualquier segmento del tracto gastrointestinal, sin embargo, las zonas más frecuentemente afectadas son las regiones pilóricas y antral. Caracterizada por una proliferación glandular maligna de células independientes (células en anillo de sello) en el estroma fibroso. Estas conllevan un engrosamiento y una mayor rigidez de la pared gástrica. Su clínica es insidiosa y lenta, tipificada por distintos grados de estrechamiento del tubo digestivo.

## Epidemiología
La linitis plástica es una enfermedad que tiene mal pronóstico con una supervivencia a cinco años del 3 al 10 %. Es un carcinoma de tipo difuso que representa del 3 al 19 % de los adenocarcinomas gástricos. Caracterizado por la rigidez de una parte o de todo el estómago con ausencia de un defecto de llenado o extensa ulceración. Este tipo de cáncer se disemina rápidamente más allá del alcance de la resección quirúrgica.
La LP gástrica afecta principalmente a personas de origen asiático (Corea, China, Taiwán y Japón), pero cada vez es más frecuente en los países europeos.
La enfermedad se manifiesta con una recurrencia ligeramente superior en mujeres. La edad de aparición es inferior a la del cáncer de estómago clásico, siendo normalmente menor a los 40 años, afectando inclusive en ocasiones a individuos más jóvenes, entre los 20 y 25.

## Etiología
Se desconoce su etiología, sin embargo, factores como el factor de crecimiento transformante (b1- TGF-b1); factor de crecimiento endotelial vascular VEGF y mutaciones en el gen de la E-cadherina son asociados a la LP.

## Cuadro Clínico
Signos y síntomas. Hay que destacar que son inespecíficos:
1. Saciedad.
2. Náuseas y vómitos.
3. Dolor epigástrico.
4. Pérdida de peso.
5. Disfagia progresiva.

El diagnóstico diferencial debe incluir enfermedades malignas como adenocarcinoma y linfoma gástrico. Además, algunas enfermedades benignas con engrosamiento de la pared gástrica como la enfermedad de Menetrier, hiperplasia linfoide y amiloidosis.

## Diagnóstico
El diagnóstico de la linitis plástica puede ser difícil ya que por el engrosamiento de la pared visceral, la biopsia endoscópica única tiene un alto índice de falsos negativos. Para esto existen opciones diagnósticas que incluyen:
1. Biopsias endoscópicas múltiples.
2. Ecografía endoscópica: muestra un engrosamiento de la capa submucosa de la pared tumoral (de 10 a 20 mm), y también puede ser útil para la evaluación de la extensión local.
3. TAC.

## Tratamiento
Las opciones terapéuticas incluyen:
1. Resección quirúrgica: Principalmente gastrectomía total de las LP localizada. En este caso la cirugía curativa es posible solo para el 20 al 25 % de los pacientes. Esto debido a la alta incidencia de afectación peritoneal y ganglionar a distancia.
2. Quimioterapia: Para este tipo de cáncer la quimioterapia es el único tratamiento alternativo, sin embargo, su eficacia es limitada.
3. Radioterapia: Los efectos beneficiosos de la radioquimioterapia complementaria tras la escisión completa del tumor primario parecen menores para la línitis plástica gástrica en comparación con la forma clásica del adenocarcinoma gástrico.

## Pronóstico
Tiene un pronóstico desfavorable debido a la frecuente extensión peritoneal, linfática y a órganos vecinos.